# Phare de Punta de la Polacra
Le phare de Punta de la Polacra est un phare situé sur la Punta de la Polacra proche de Níjar, dans la Province d'Almería en Andalousie (Espagne). Il est dans le parc naturel de Cabo de Gata-Níjar.
Il est géré par l'autorité portuaire d'Almería.

## Histoire
Le phare a été installé sur la Torre de los Lobos, une ancienne tour de guet datant de 1767 d'un système de surveillance côtière. Par décret d'état de 1949, cet ouvrage a été intégré au parc naturel de Cabo de Gata-Níjar en 1987 et a été restauré par le ministère des Travaux publics. Un feu maritime a été installé à son sommet. Mis en service en 1991, il marque la zone côtière entre Cabo de Gata et Mesa Roldán et il est alimenté à l'énergie photovoltaïque. Il est à 25 km au nord-est de Cabo de Gata.
Identifiant : ARLHS : SPA-213 ; ES-22662 - Amirauté : E0107.7 - NGA : 4495 .

### Lien connexe
- Liste des phares d'Espagne